# Burnin’ for You
«Burnin’ for You» — хит-песня американской хард-рок-группы Blue Öyster Cult с платинового альбома Fire of Unknown Origin, выпущенного в июле 1981 года.
Она заняла 1 место в Billboard Mainstream Rock chart и сумела попасть в Top 40 (заняв 40 позицию) the Billboard Hot 100 chart. Этому поспособствовало одно из ранних образцов музыкального видео, шедшего на MTV. Песня, как и другие хиты BÖC «Godzilla» и «(Don't Fear) The Reaper», была исполнена гитаристом Баком Дхармой, который также является её соавтором.

## Кавер-версии
- Lisa Marie Presley перепела песню для своего альбома 2005 год Now What.
- Iced Earth перепели её и другую песню BÖC «Cities on Flame with Rock and Roll[англ.]» для своего трибьют-альбома Tribute to the Gods[англ.][2].
- В 2010 году Shiny Toy Guns перепели её для телевизионной рекламы автомобиля Lincoln MKS.
- Майк Уотт перепел песню для сборника Guilt by Association Vol. 1[англ.], выпущенного 4 сентября 2007 года на Engine Room Recordings. На нём инди-рок исполнители перепевают различные поп и R&B песни[3].

## Позиции в чартах
| Чарт (1981)                    | Позиция |
| ------------------------------ | ------- |
| Canada (RPM)                   | 47      |
| UK (Official Charts Company)   | 76      |
| US (Billboard Hot 100)         | 40      |
| US (Billboard Mainstream Rock) | 1       |